# Bekering

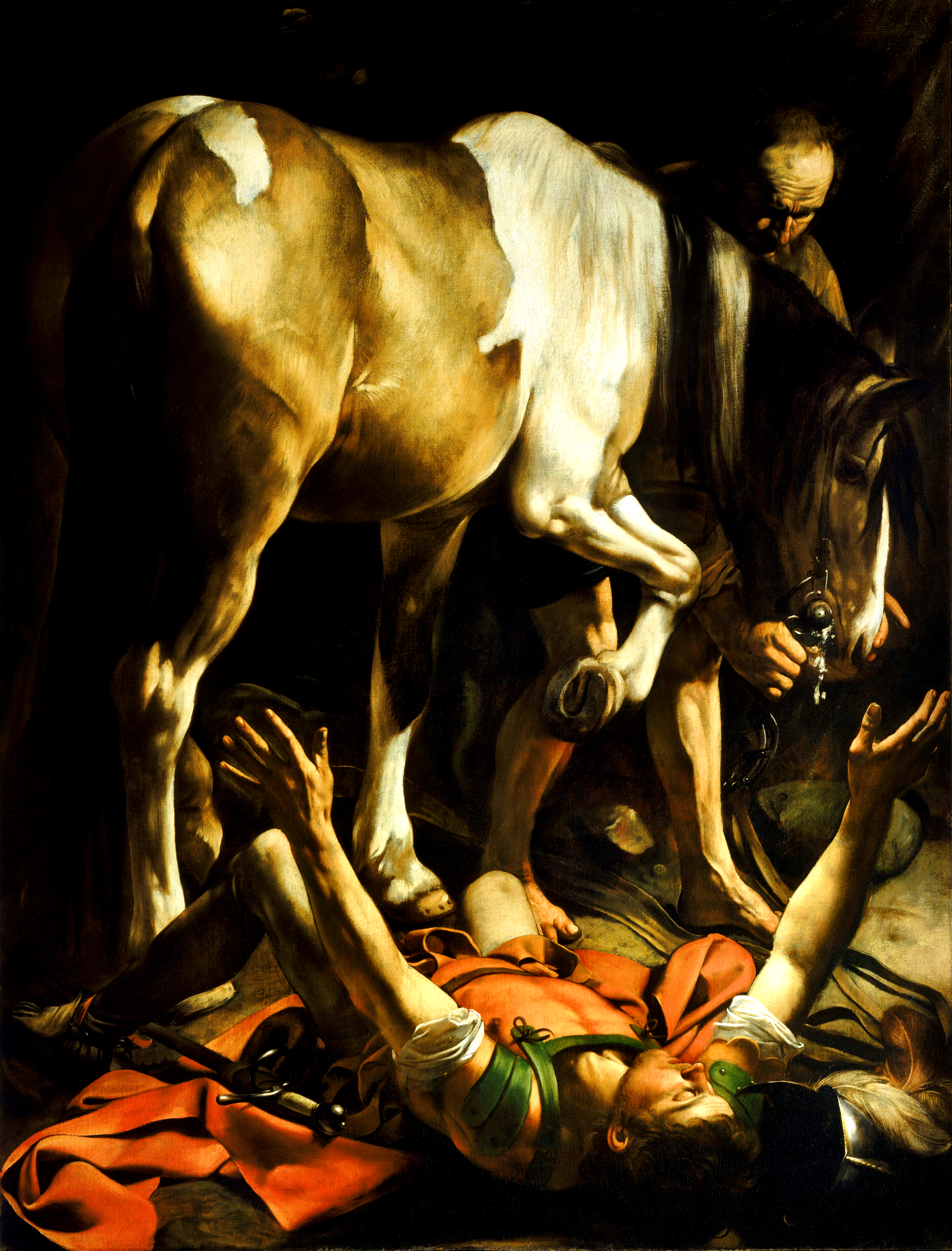
De bekering van Paulus, schilderij van Caravaggio uit circa 1601

Bekering is het overgaan of doen overgaan tot een (andere) godsdienst. Dit overgaan kan vanuit een vorige religie of vanuit agnosticisme of een atheïstische overtuiging. In sommige culturen (bijvoorbeeld het jodendom) betekent bekering zowel lid worden van de etnische groep als de religie aannemen.
Volgens artikel 18 van de Universele verklaring van de rechten van de mens heeft iedereen recht op vrijheid van godsdienst en houdt dit ook "de vrijheid om van godsdienst of overtuiging te veranderen" in.
Over het algemeen wordt de bekering tot een bepaalde religie binnen die religie met blijdschap ontvangen. Het tegenovergestelde van bekering, dus uittreden uit dit geloof, is geloofsafval en dit wordt door gelovigen over het algemeen als betreurenswaardig bezien.
Sommige etnische godsdiensten, zoals Jezidi's en Druzen, kennen geen toetreding door bekering. De enige manier om een Jezidi te worden is in een Jezidische familie geboren te zijn.

## De bekeerling, proseliet
Een persoon die bekering heeft ondergaan wordt een bekeerling of proseliet (Grieks: πϱοσήλυτος, proselutos, letterlijk: "iemand die op een plaats is gekomen", in het gebruik: "vreemdeling", "bijwoner") genoemd. Oorspronkelijk werden met proselieten de mensen aangeduid van een niet-Joodse afkomst die zich hebben bekeerd tot het jodendom, inclusief de besnijdenis. Tegenwoordig heeft het woord een veel algemenere zin: elke bekeerling, niet alleen in religieus opzicht, maar ook in filosofisch of politiek opzicht kan zo genoemd worden.
Proselitisme heeft de connotatie van opdringerige bekeringsijver.

## Bekering tot het christendom

### Anderen bekeren
Het christendom was vanaf het begin een religie die actief op zoek ging naar proselieten. In het Nieuwe Testament staan verhalen over Johannes de Doper en Jezus die opriepen tot "inkeer" (Matteüs 3:1-3; 4:17). Dit verschilt van bekering, want zij riepen Joden niet op om zich aan te sluiten bij een andere religie. In de verhalen over het vroege christendom wordt het moment waarop de vroegste leerlingen van Jezus actief predikten om zich tot Jezus te bekeren gezien als het begin van de Kerk; dit was met het pinksterfeest dat volgde op Jezus' hemelvaart (Handelingen 2). Paulus was een uiterst ijverige prediker om mensen te bekeren. Hij maakte enkele zendingsreizen en waar hij ook was, probeerde hij Joden en niet-Joden tot het christendom te bekeren.
In het christendom wordt het actief zoeken naar proselieten evangelisatie genoemd en beschouwd als het vervullen van de Grote opdracht:
Ga dus op weg en maak alle volken tot mijn leerlingen, door hen te dopen in de naam van de Vader, en de Zoon en de Heilige Geest, en hun te leren dat ze zich moeten houden aan alles wat ik jullie opgedragen heb— Matteüs 28:19-20
In het verleden is evangelisatie wel gebruikt als verontschuldiging voor godsdienstoorlogen en bekeringen onder dwang. In het jaar 1000, in de tijd van de Vikingen, besloot het parlement van IJsland dat het volledige land zich tot het christendom zou moeten bekeren, en dat het offer aan de oude goden, hoewel nog toegestaan, niet meer in het openbaar zou mogen gebeuren. Gelijkaardige massabekeringen in andere Scandinavische landen waren niet democratisch.

### Betekenis van de bekering
In eerste instantie betekende bekering tot het christendom Jezus erkennen als messias (bijvoorbeeld Handelingen 18:5). Dit werd bekrachtigd door een doopritueel (Handelingen 2:38,41). Tegenwoordig wordt met bekering tot het christendom meestal aangeduid dat de proseliet toetreedt tot een specifieke Kerk of geloofsgemeenschap. De exacte procedure ervoor en betekenis ervan verschilt per Kerk. Soms hangt dit er ook vanaf of iemand voor de bekering al gelovig was en of iemand al een andere christelijke Kerk aanhing.
In vrijwel alle gevallen is er sprake van een vorm van belijdenis, waarbij de bekeerling in het bijzijn van de eigen kerkelijke gemeente zijn of haar eerdere zonden belijdt, bevestigt dat hij Jezus erkent als verlosser en zijn volgeling wordt. Vaak wordt ook vereist dat de bekeerling zich conformeert aan algemene doctrines van het christendom (zoals dat Jezus uit de doden is opgestaan) en specifieke dogma's en doctrines van die Kerk. Na deze belijdenis volgt vaak een ritueel van toetreding zoals een doopritueel, in sommige stromingen beschouwd als het moment van wedergeboorte.

## Bekering tot de islam
Feitelijk gaat de islam niet uit van bekering, maar van terugkeer tot de islam. Toen God de zielen schiep in de tijd die Balaa genoemd wordt, vroeg Hij: Ben ik niet jullie Heer? Hierop zouden alle zielen hebben geantwoord: Balaa! (jazeker, dat bent u!). Sinds die tijd is iedere ziel moslim.
Er zijn zes zuilen van geloof, die met name voor moslims leidend zijn:
- Geloof in Allah
- Geloof in Zijn engelen
- Geloof in Zijn boeken
- Geloof in Zijn profeten
- Geloof in de dag des oordeels
- Geloof in lotsbestemming en beschikking

Een persoon wordt moslim door in het bijzijn van twee getuigen de shahada (geloofsbelijdenis) uit te spreken. Sommige stromingen accepteren echter ook een getuigenis voor God alleen, andere willen een getuigenis voor een hele moslimgemeenschap. Daarna is de ghoesl verplicht. De islam kent geen doop of iets vergelijkbaars; ook de besnijdenis is geen verplichting, maar is aanbevolen.
Met het afleggen van de getuigenis begint de 'nieuwe' moslim (moe`allaf) met een schone lei; zijn voorafgaande zonden zijn hem vergeven. Het houdt echter niet op bij het geven van een getuigenis of belijdenis. De nieuwe gelovige moet zich in een persoonlijk proces vertrouwd maken met de leerstellingen en de rituelen. Meestal neemt de bekeerling ook een nieuwe voornaam aan, omdat deze te maken heeft met de nieuwe religieuze identiteit, en bijvoorbeeld verwijst naar God, een van de profeten, of een andere islamitische kwaliteit. Hij of zij wordt ook geacht de vijf zuilen van de islam in praktijk te brengen.
Hoewel de meeste Europese bekeerlingen autodidact zijn, gebeurt het prediken van de islam om niet-moslims te bekeren wel en is eveneens goedgekeurd. In de islam wordt dit da'wah genoemd. Ook in de islam is missioneringswerk in het verleden wel gebruikt als excuus voor godsdienstoorlogen en gedwongen bekeringen. Het traditionele standpunt van islamitische juristen is echter dat gedwongen bekeringen géén geldigheid hebben. Stellig staat in de Koran:
In de godsdienst is geen dwang. (soera De Koe 256).
In de meeste gevallen waarbij moslims gebied veroverden werden christenen en joden onderworpen aan de dhimmi-status: in ruil voor een verplichte belasting (djizya) verkregen ze zekere mogelijkheden om hun godsdienst te blijven belijden.
In Nederland en België wordt sinds 2007 een speciale bekeerlingendag gehouden voor bekeerlingen tot de islam.
In 2006 is ongeveer 5 procent van de Nederlandse bevolking moslim. Dat komt overeen met ruim 850 duizend personen. Dit blijkt uit cijfers van het CBS. Naar schatting bekeren zich jaarlijks 500 Nederlanders tot de islam.
Nieuwe moslims verstaan in de moskee vaak niet waar het over gaat aangezien de preek vaak in het Arabisch of het Turks is. Wel wordt de vrijdagpreek in veel moskeeën ook in het Nederlands gehouden. Soms ondervinden bekeerlingen problemen in de eigen omgeving; familie en vrienden snappen niet altijd de beweegredenen om te bekeren. Tegenwoordig kunnen mensen die met het bekeren bezig zijn of al bekeerd zijn bij verschillende grote moskeeën terecht voor wekelijkse gespreksgroepen.

### Geloofsafval in de islam
Volgens het merendeel van de islamitische fiqhgeleerden en theologen verdient een mannelijke moslim die van het geloof afvalt (ridda), en zich zodoende buiten de islam plaatst, de doodstraf, maar men verschilt van mening of dit gepleegde feit wel voldoende is om een oordeel te vellen en uit te voeren.

## Bekering tot het jodendom
De joodse wet heeft strikte richtlijnen voor het goedkeuren van nieuwe bekeerlingen tot het jodendom. Volgens de joodse wet, die normatief door orthodox jodendom en gedeeltelijk door conservatief jodendom wordt gevolgd, moet de wens om zich tot het jodendom te bekeren (gioer of giur) van harte komen en zonder bijbedoelingen zijn. Een mannelijke bekeerling moet een rituele besnijdenis ondergaan en hij moet zich verplichten om de 613 geboden van de joodse wet na te leven. De onderdompeling in een ritueel bad, de mikwe, is een vereiste en de bekeerling neemt een nieuwe, joodse, naam aan.
De controle over de bekeringen is regelmatig onderwerp van debat in Israël, onder meer omdat vele immigranten uit de vroegere Sovjet-Unie in feite niet joods zijn.

### Orthodox jodendom
Het orthodoxe jodendom ontmoedigt bekering tot het Jodendom over het algemeen. In plaats daarvan stimuleert het de persoon om vanuit zijn oorspronkelijke achtergrond zich aan de Noachitische geboden (de geboden die God aan Noach gaf na de zondvloed en daarmee aan al zijn nakomelingen: de tegenwoordige mensheid) te houden en zo een rechtvaardig leven te leiden en op die manier God te vinden.
De bekeerling tot het Jodendom moet vanzelfsprekend al de joodse geloofsprincipes accepteren en andere religies verwerpen. Indien dit niet het geval was, is de bekering retroactief ongeldig. Aan de daadwerkelijke bekering —acceptatie door een geautoriseerd Rabbinaal college, besnijdenis en onderdompeling in een mikwe— gaat een tijdsbestek van minimaal een jaar (meestal zes jaar) vooraf. Tijdens deze periode moet de aspirant-bekeerling integreren in de joodse gemeenschap: hij of zij moet onder meer, indien mogelijk, dagelijks voor de gebedsdiensten in de synagoge verschijnen, thuis alle wetten van kasjroet naleven en zich aan de wetten van sjabbat houden.

### Niet-orthodox jodendom
Het masorti jodendom en vooral het liberaal jodendom stellen minder eisen aan bekeerlingen, overeenkomstig hun minder intensieve religieuze praktijk. Bij de beweging van liberale joden verwelkomt men niet-joodse partners van joden die zich willen bekeren.

## Omzetting in godsdiensten van Indische oorsprong
De godsdiensten van Indische oorsprong zoals hindoeïsme en sikhisme geloven niet in bekering als een manier om een religie uit te breiden, maar heten wel iedereen welkom die zich bij hun godsdienst wil aansluiten. Ook het boeddhisme is in dit rijtje te plaatsen, hoewel dit dikwijls eerder als een levensbeschouwing dan als een godsdienst gedefinieerd wordt. De reden waarom de Indische religies geen klemtoon leggen op het maken van bekeringen is hun sterke overtuiging dat "alle godsdiensten waar zijn en slechts verschillende wegen naar dezelfde waarheid". De aanhangers geloven ook dat iemands godsdienst zou moeten worden gekozen op basis van zaken als afkomst en karakter.

## Bekering tot nieuwe godsdienstige bewegingen en sekten
Nieuwe religieuze bewegingen (NRB) en sektes hebben verschillende wervingsmethoden. Vrijwel altijd wordt gestart met een onschuldig, vrijblijvend contact, waarna vroeger of later een uitnodiging volgt om naar de openbare ruimte of de gebedsruimte van de groep te komen. Het kan ook een clubavond, dansavond, picknick of discussieavond zijn. In de meeste gevallen zullen de leden van de sekte sympathiek overkomen, vooral door de bijzonder vriendelijke bejegening van de introducée - ook wel "love bombing" genoemd - en het geïnteresseerde aspirant-lid zal met plezier naar de bijeenkomsten gaan.
De strategie van Jehova's getuigen is het vertellen van hun verhaal deur aan deur. Leden van deze sekte delen soms op markten geschriften uit of geven verouderde exemplaren van hun tijdschriften aan reizigers op treinstations. De Amerikaanse beweging Children of God (ook wel "The Family" genoemd) hanteerde het zogenoemde "Flirty Fishing": het opbouwen van vriendschappelijke contacten uit "toevallige ontmoetingen". Op een gegeven moment leidde dit zelfs tot het zich prostitueren door vrouwelijke leden, tot dit in 1987 verboden werd.
Op een bepaald moment zal gevraagd worden lid te worden of zal het aspirant-lid zelf vragen lid te mogen worden. Lidmaatschap is alleen mogelijk als de doctrines van de sekte volledig worden geaccepteerd als "waarheid". Vaak moet het aspirant-lid aantonen dat hij of zij grondig bekend is met deze doctrines. Nadat dit succesvol is doorstaan, volgt vrijwel altijd een ritueel waarmee toetreding wordt geformaliseerd, zoals de volwassenendoop. De aard en grondigheid van deze procedures en rituelen verschilt sterk tussen de verschillende sekten.